# Gefurchter Feldsalat
Der Gefurchte Feldsalat (Valerianella rimosa) ist ein in Mitteleuropa zerstreut bis selten vorkommender Angehöriger der Baldriangewächse (Valerianoideae).

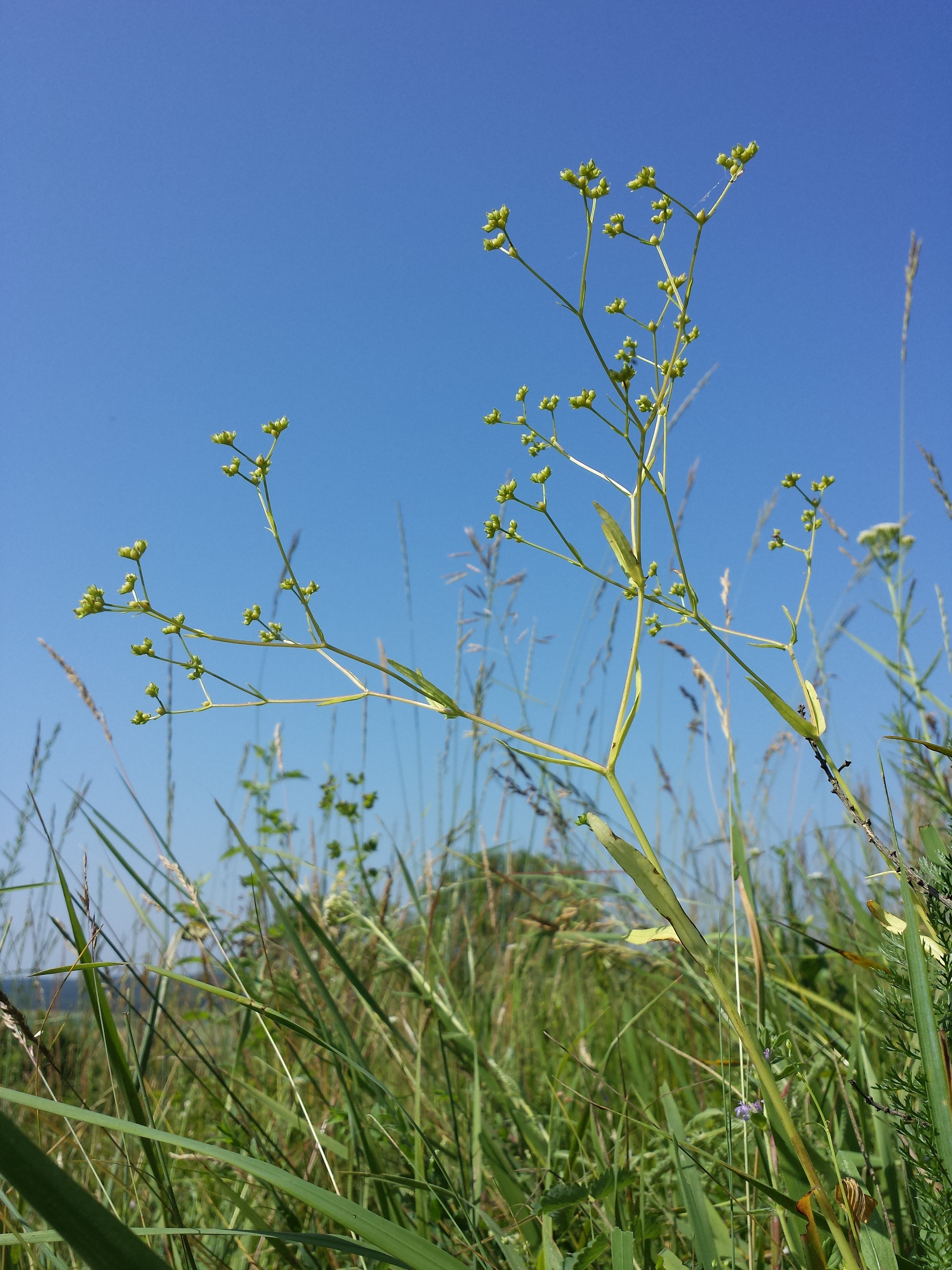
Habitus

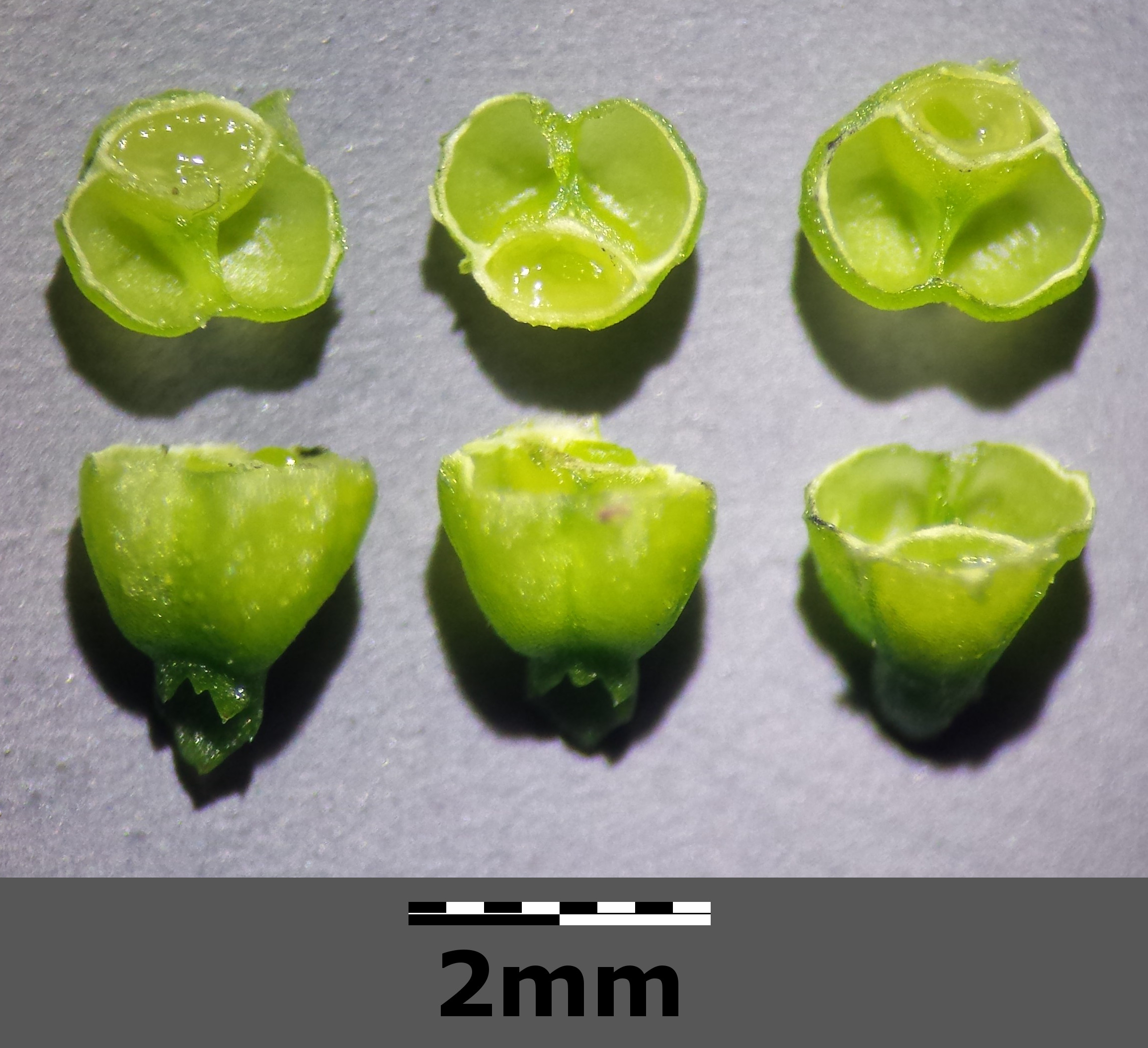
Quer aufgeschnittene Früchte: jede Frucht verfügt über ein fertiles Fach und zwei große sterile (leere) Fächer

## Beschreibung
Die einjährige krautige Pflanze ähnelt in ihrem Aussehen sehr dem häufig vorkommenden Gewöhnlichen Feldsalat (Valerianella locusta). Sie erreicht meist Wuchshöhen zwischen 15 und 35 cm. Die Pflanze ist meist stark und sparrig verzweigt. Die oberen Stängelblätter sind lanzettlich bis lineal-lanzettlich geformt und am Grund fiederschnittig gezähnt, die unteren sind von spatelförmig-lanzettlicher Gestalt.
Der Blütenstand ist mehrfach gabelig verzweigt, wobei sich in den Achseln oft einzelne Blüten befinden. Die Blüten sind blassblau gefärbt und erreichen Längen von etwa 1,5 bis 2 mm. Die Frucht ist von fast kugeliger Gestalt, wirkt aufgedunsen und erreicht eine Länge von etwa 2,5 mm. Dem großen, etwa 0,4 bis 0,5 mm langen Kelchzahn gegenüber ist sie deutlich bauchig und einfurchig ausgebildet. Am Grunde des großen Kelchzahns befinden sich gelegentlich noch ein bis zwei etwa 0,1 mm lange Zähnchen. An einem Fruchtfach mit Samen liegen zwei leere und größere Fächer. Meist ist die Frucht kahl, seltener auch etwas behaart.
Der Gefurchte Feldsalat blüht vorwiegend in den Monaten Juni und Juli.
Die Chromosomenzahl beträgt 2n = 14 oder 16.

## Vorkommen und Gefährdung
Der Gefurchte Feldsalat kommt in Mittel- und Südeuropa sowie in Nordafrika vor. Sein Verbreitungsgebiet umfasst die Länder Marokko, Algerien, Spanien, Frankreich, Deutschland, Belgien, Luxemburg, Niederlande, Großbritannien, Irland, Dänemark, Tschechien, Polen, die Slowakei, Schweiz, Italien, Korsika, Sizilien, Serbien, Kroatien, Slowenien, Bosnien-Herzegowina, Montenegro, Albanien, Griechenland, Bulgarien, Rumänien, Ungarn, Ukraine, Moldawien, die europäische und asiatische Türkei, Russland, das Kaukasusgebiet, Georgien, Armenien und Aserbaidschan.
Er ist ein submediterran-mediterranes Florenelement. In Deutschland und Österreich kommt er im gesamten Gebiet zerstreut bis selten vor. Stellenweise fehlt er auch über größere Strecken. In der Schweiz ist er selten anzutreffen.
Valerianella rimosa wächst in Getreidefeldern. Die Art bevorzugt frische bis mehr oder weniger trockene, warme und nährstoffreiche Böden. Sie kann bis zu 20 cm tief wurzeln und ist ein Lehmzeiger. Sie ist eine Charakterart der Klasse Secalietea und kommt vor allem in Gesellschaften der Verbände Caucalidion lappulae oder Aperion vor.
In Deutschland wird die Art in der Roten Liste als gefährdet eingestuft. In Österreich ist sie vor allem im Westalpengebiet gefährdet.